# Uraeuscobra

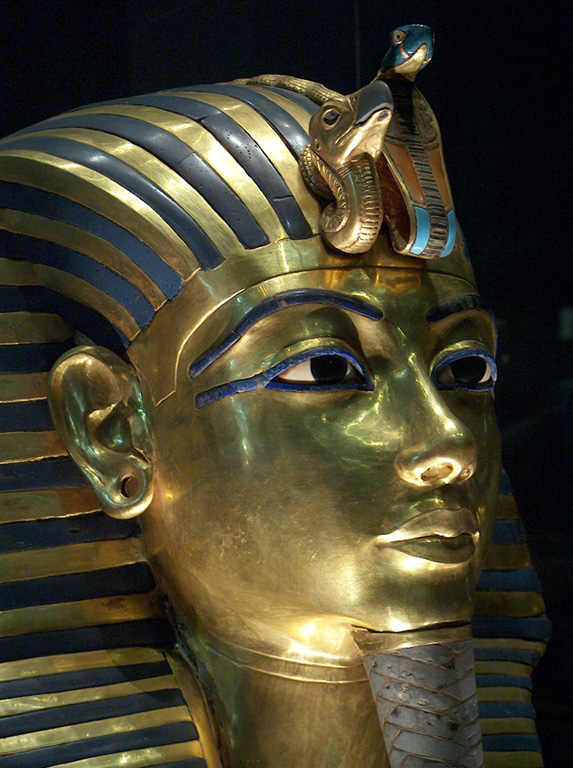
Toetanchamon draagt de uraeus als statussymbool

De Uraeuscobra, het Uraeussymbool of afgekort uraeus is de symbolische cobraslang die op vele Egyptische godheden en farao's prijkt. De oude Egyptenaren noemden de slang Iaret wat "Verheffende Cobra" betekent. De grieken noemden het ouraîos (οὐραῖος) wat betekent "Op zijn staart", waaruit Uraeus is voortgekomen.

## Mythologie
Het symbool betekent macht en heerschappij over vruchtbaarheid en welvaart van het land. De oorsprong van het uraeussymbool is afkomstig uit Beneden-Egypte waar de cobragodin Wadjet werd vereerd. Het zou de god Geb zijn geweest die de farao had aangewezen als drager van de cobra als de legitieme heerser over Egypte.
De opgerichte cobra verdedigde de farao in de strijd, zoals Thoetmosis III in de Slag bij Megiddo (1457 v.Chr.) en Ramses II in de Slag bij Kadesh (1274 v.Chr.).
Ook de zonnegod Ra droeg de uraeus op zijn zonneschijf waarbij Wadjet de slangen uit de onderwereld, de doeat van Apophis, vernietigen.
Toen Achnaton (ca. 1351-1334 v.Chr.) nog slechts de zonnegod Aton aanbad, bleef alleen de uraeus achter op de zonneschijf.

## Galerij

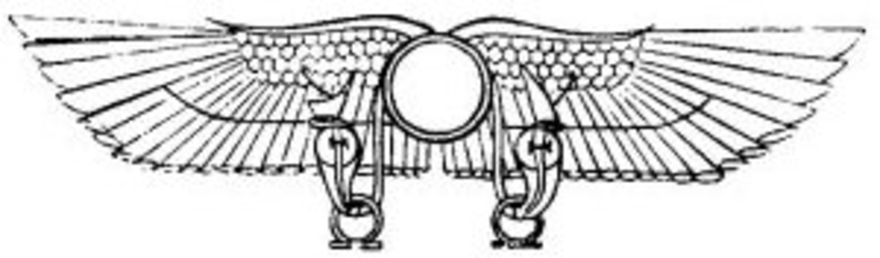
Gevleugelde zon met uraeussen
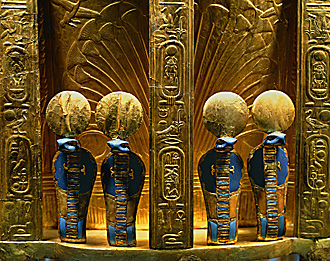
Troon van Toetanchamon
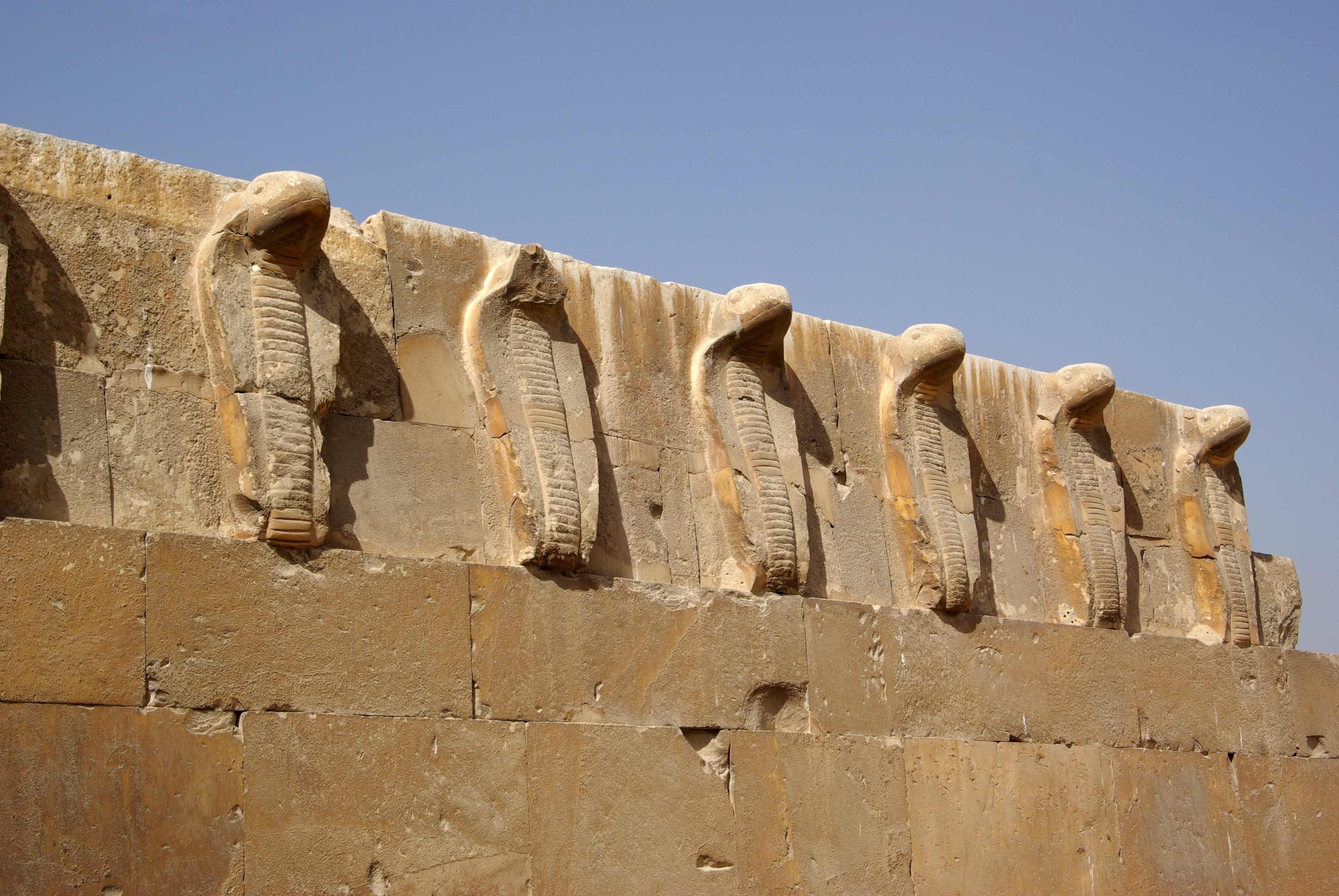
Rij met uraeusen in de dodentempel van Djoser.